# 로즈 코튼 가드너
로즈 코튼 가드너(Rose Cotton Gardner)는 존 로널드 루엘 톨킨의 판타지 소설 반지의 제왕의 호빗이다. 샘와이즈 갬지와 결혼하여 13명의 자녀를 두게 된다.